# Понтопорієві
Понтопорієві (Pontoporiidae) — родина дельфіновидих, яка містить лише один сучасний вид — дельфін ла-платський (Pontoporia blainvillei).

## Систематика
Pontoporiidae
- рід Pontoporia
  - вид Pontoporia blainvillei
- вимерлі роди: †Auroracetus, †Brachydelphis, †Pliopontos, †Pontistes, †Protophocaena, †Scaldiporia, †Stenasodelphis